# Tre klaverstykker opus 9
Tre klaverstykker is een compositie van Eyvind Alnæs. Net zoals collegacomponist Christian Sinding moest Alnæs het voor wat betreft inkomsten hebben van het uitgeven van werkjes voor piano. De muziek van Sinding was daarbij romantisch met een neiging naar salonmuziek. De pianomuziek van Alnæs is daarbij vergeleken grover van opzet en meer uitgesproken.
De drie deeltjes zijn:
1. Impromptu, hieruit blijkt zijn wat grovere opzet; het werk eindigt in ffff (muzikale aanduiding voor zo luid mogelijk)
2. Studie, een technischer stukje
3. Novelette, een stukje in drie sectie die ieder weer uiteenvallen in drie subsecties